# Canal Ligovsky
El canal Lígovsky (del ruso: Лиговский канал) forma parte, con el código 540-034m, del sitio Patrimonio de la Humanidad llamado «Centro histórico de San Petersburgo y conjuntos monumentales anexos». De 1718 a 1725, cuando San Petersburgo era la capital de Rusia, comenzó el proyecto de construir el canal Lígovsky que tendrá 23 km. El canal se usaba para transferir agua desde el río Ligi a las fuentes del Jardín de Verano, de donde deriva el nombre de este canal y de la avenida homónima (Лиговский проспект, Lígovsky Prospekt) de San Petersburgo. Después de la inundación de 1777 todas las fuentes se demolieron y más tarde también el canal. La avenida Lígovsky es, hoy en día, una de las más largas de San Petersburgo.